# 黝方石
黝方石（ゆうほうせき）、ノゼアン（nosean）、ノーズライト（noselite）とは、ラピスラズリの主成分の一つである鉱物である。準長石の一つ。化学式はNa8Al6Si6O24(SO4) H2O。立方晶系。結晶は白、灰色、青色、緑色、褐色である。モース硬度は5.5から6で、比重は2.3から2.4。蛍光が見られる。SiO₂含有量の低い火成岩に含まれる。藍方石と固溶体を形成する。それにはカルシウムが含まれることもある。
1815年、ドイツのラインラントに最初に記述された。英名Noseanはラーハ湖地域の自然を研究したドイツの鉱物学者カール・ヴィルヘルム・ノーゼ (1753 - 1835) にちなんで名付けられた。和名はあおぐろい方形結晶をなす石の意。希少な鉱物ではあるが、アメリカ合衆国・ユタ州のラサル山地と海洋島（例えばタヒチ）のような多様な場所に発見されるので広範囲に及んでいる。